# François Rittiez
François Rittiez, né à Verdun le 18 mai 1803 et mort à Paris le 12 novembre 1870, est un avocat, journaliste, historien et militant républicain français du XIXe siècle.

## Biographie

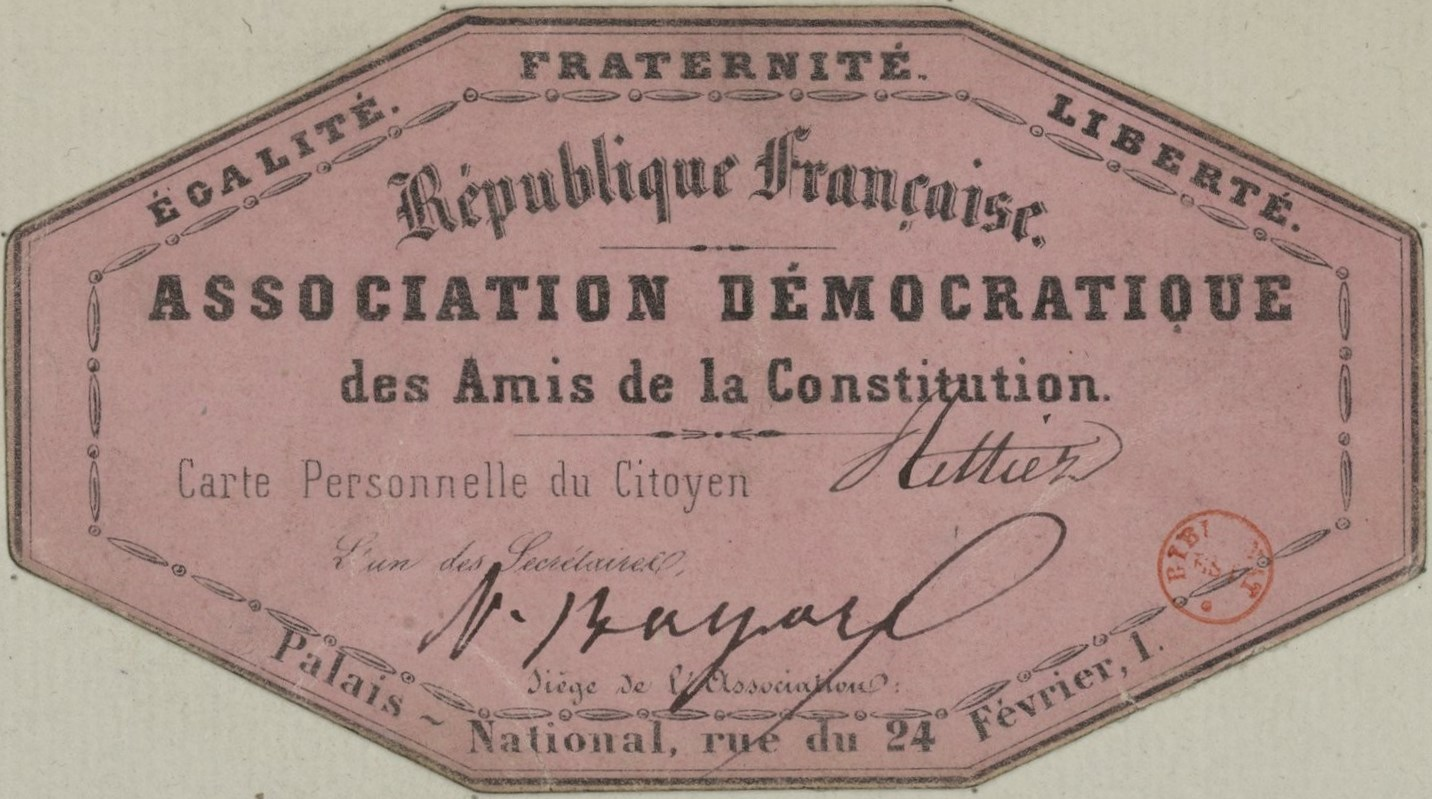
Carte de membre de l'Association démocratique des amis de la Constitution au nom de Rittiez (1848).

François Rittiez est le fils d'Agnès Barat et de Jean-Baptiste Rittiez (1766-1828), capitaine du génie et chevalier de la Légion d'honneur. François a une sœur, Marie, qui épousera l'orfèvre parisien François-Pamphile Jozan, père de Gustave Jozan, également orfèvre.
Après avoir étudié aux collèges de Verdun et Metz jusqu'en 1823, François Rittiez se rend l'année suivante à Paris pour y suivre les cours de l’École de droit tout en assistant à ceux du Collège de France et de la Sorbonne. Le 29 décembre 1827, il est reçu avocat à la Cour royale de Paris. En 1829, il devient le secrétaire de la Société meusienne présidée par Louis de Sainte-Aulaire.
Inspiré par les universitaires libéraux (Andrieux, Constant, Cousin, Daunou, Guizot, Villemain) dont il a suivi les cours, il prend part aux combats des Trois Glorieuses tout en empêchant certaines exactions des insurgés. Ainsi, le 30 juillet 1830, il protège les bâtiments du Palais de justice et sauve des gardes royaux qui allaient être fusillés au Palais-Royal. Ces actes lui vaudront d'être décoré de la médaille de Juillet.
Républicain, Rittiez rejoint tout d'abord la Société des amis du peuple puis, en 1832, l'Association des décorés de juillet et l'Association pour la liberté de la presse, présidées par Lafayette, ainsi que le Comité de secours pour les condamnés politiques. Il assure la défense d'autres opposants à la Monarchie de Juillet, notamment lors des « Procès d'avril » (1834) et du procès dit « du complot de Neuilly » (1836). En 1836, il devient le rédacteur en chef du Censeur de Lyon et, à ce titre, doit faire face à plusieurs procès, notamment en 1840, après avoir fait partie des organisateurs d'un banquet réformiste.
Présent à Lyon pendant la Révolution de février 1848, François Rittiez rentre à Paris en mai et rejoint l'équipe du National. En novembre 1848, il est l'un des membres fondateurs de l'Association démocratique des amis de la Constitution, formation politique des républicains modérés, avant de devenir le rédacteur en chef du Journal de Rouen (1849-1851). À cette époque, il présente en vain sa candidature au Conseil d’État.
Sous le Second Empire, Rittiez se consacre essentiellement à la rédaction d'articles et d'ouvrages historiques. Ne vivant que de sa plume, il meurt « presque pauvre » le 12 novembre 1870 en son domicile du boulevard Beaumarchais (no 71).

## Œuvres
- Lettre du citoyen Rittiez aux patriotes de 1830, Paris, Prévot, 1831.
- Science des droits, ou Idéologie politique, Paris, Pagnerre, 1844.
- Histoire de la Restauration, ou Précis des règnes de Louis XVIII et Charles X (2 vol.), Paris, Schlesinger, 1853-1854.
- Histoire du règne de Louis-Philippe Ier, 1830 à 1848 (3 vol.), Paris, Lecou, 1855-1858.
- Notice historique sur la tour Saint-Jacques-la-Boucherie, Paris, Blondeau, 1855.
- Notice historique sur la tour Saint-Jacques-la-Boucherie, 3e édition, Paris, Gaittet, 1856.
- Articles pour l'Encyclopédie moderne, Paris, Didot, 1857.
- Articles pour le Dictionnaire universel, théorique et pratique du commerce et de la navigation, Paris, Guillaumin, 1859.
- Histoire du Palais de Justice de Paris et du Parlement, 860-1789. Mœurs, coutumes, institutions judiciaires, procès divers, progrès légal, Paris, Durand, 1860.
- L'Hôtel-de-Ville et la bourgeoisie de Paris. Origines, mœurs, coutumes, et institutions municipales, depuis les temps les plus reculés jusqu'en 1789, Paris, Durand, 1862.
- Histoire du gouvernement provisoire de 1848 (2 vol.), Paris, Lacroix, 1867.

### Collaborations à des périodiques
- Armand et Désiré Dalloz (dir.), Jurisprudence générale du Royaume (1829).
- Segond (dir.), Journal des notaires (vers 1829).
- La Tribune du peuple de Belmontet et Desjardins (1830).
- Le Patriote du Puy-de-Dôme (rédacteur provisoire en 1833, en remplacement de Trélat).
- Pierre Leroux (dir.), Revue encyclopédique (article sur la liberté individuelle, décembre 1833).
- Le Patriote de l'Allier (rédacteur en 1834-1835, en remplacement d'Achille Roche).
- Le Droit (1836).
- Le Censeur de Lyon (rédacteur en chef de décembre 1836 à mars 1848).
- Le National (1848).
- Le Journal de Rouen (rédacteur en chef de mars 1849 à novembre 1851).
- Le Moniteur de l'exportation (1854) devenu La Presse commerciale (1855) puis Le Journal des commerçants (1859).
- L'Observateur (1857).
- L'Audience (1859).
- Le Siècle (articles sur Benjamin Constant, 1859).

## Sources bibliographiques
- Joseph-Marie Quérard, La France littéraire, t. 12, Paris, 1864, p. 452-455.